# Сезон страстей
«Сезон страстей» (яп. 狂熱の季節, кёнэцу но кисэцу; англ. The Hot Season / The Warped Ones) — японский чёрно-белый фильм-драма, поставленный режиссёром Корэёси Курахарой в 1960 году. Одна из самых известных кинолент о «солнечном племени», популярных в Японии конца 1950-х — начала 1960-х годов.

## Сюжет
Молодой человек с уголовными наклонностями Акира и его подружка, проститутка Юки арестованы в джаз-клубе. Их  сдал полиции репортёр по имени Касиваги. В тюрьме Акира знакомится с Масару и по их освобождении они с Юки, теперь уже втроём, возобновляют преступную деятельность. После кражи автомобиля, компания разъезжает по городским кварталам в поисках приключений, попутно сдавая внаём американцам нуждающуюся в деньгах Юки. На одном из пирсов они заметили Касиваги, прогуливавшегося со своей возлюбленной, художницей Фумико. Ударив Касиваги, Акира похищает его подругу и они на машине мчатся на удалённый пляж, где Акира насилует её, в то время как Масару и Юки прелюбодействуют в океане.
Вскоре после этого, все трое снимают квартиру на деньги, заработанные от продажи угнанной машины. Масару и Юки собираются создать семью, при этом он присоединяется к банде гангстеров. Фумико выслеживает своего насильника и сообщает ему о своей беременности. При этом её друг Касиваги стал далёким и надменным, и она умоляет Акиру о помощи. Присутствовавшая при этом Юки берёт всё на себя. Она соблазняет Касиваги, после чего он, запятнавший себя связью с проституткой, будет уже более внимателен к Фумико. Теперь они с ней на равных. Масару убивают в бандитских разборках. Юки узнаёт, что она тоже беременна, но без поддержки Масару, она решается на аборт, чтобы опять выйти на панель. Акира сопровождает Юки в больницу на аборт, где они случайно сталкиваются с Касиваги и Фумико, также пришедшими с этой целью. 

## В ролях
- Тамио Кавати — Акира
- Эйдзи Го — Масару
- Норико Мацумото — Фумико
- Юко Тисиро — Юки
- Кодзиро Кусанаги — Синдзи Кумаки
- Хироюки Нагато — Касиваги
- Чико Роланд — Джилл
- Тигуса Такаяма — мать Юки
- Рэйко Араи — соседка
- Ёко Косоно — женщина в ателье

## Премьеры
- — национальная премьера фильма состоялась 3 сентября 1960 года в Токио[1][2].

## Комментарии
1. ↑  Кинофильмы о «солнечном племени» — множество фильмов, появившихся на японских киноэкранах в 1956 году вслед за кинолентой «Солнечный сезон» режиссёра Такуми Фурукавы, поставленному по роману Синтаро Исихары (он был автором и других экранизированных романов о «солнечном племени»). Все эти фильмы объединены одной тематикой — показом бунтующей молодёжи против мира взрослых. Фильмы этого направления были популярны вплоть до начала 1960-х годов.